# Militanz
Der Begriff Militanz steht sowohl für eine kriegerische Haltung, ein aggressives Auftreten, eine physische Gewaltbereitschaft von Personen und Gruppen im Kampf für bzw. gegen politische oder religiöse Überzeugungen als auch eine aggressive, gewaltsame Vorgehensweise.

## Begriff

### Begriffsursprung
Der Ausdruck ist aus dem Lateinischen des 15. Jahrhunderts abgeleitet. Dort bedeutete militare das „Dienen als Soldat“ (lat. miles). Von diesem Begriff wird auch der Begriff des Militärs abgeleitet – demgegenüber stellt Militanz zumeist eine programmatische und strukturelle Neigung zur Aggressivität im zivilen Bereich dar.
Militant(isme) bedeutet im Französischen und im philippinischen Englisch ein engagiertes Eintreten eines Aktivisten für eine Sache, die zumeist ohne physische Gewalt, etwa mittels Schrift, Lieds und zivilen Ungehorsams umgesetzt wird.

### Begriffsverwendung
Für gewöhnlich organisieren sich Militante gegen die tatsächliche oder vermeintliche Unterdrückung durch staatliche Gewalt oder andere Missstände.
Manchmal wird der Begriff auch verwendet, um eine Person mit stark verfestigter Meinung zu titulieren, zum Beispiel bei den Ausdrücken „militanter Christ“ oder „militanter Atheist“. Dabei steht Militanz für bestimmte philosophische, religiöse oder andere Theorien und Programme, die sich des innewohnenden Gewaltpotenzials bedienen oder dieses schüren. Der Terminus „militanter Staat“ steht für einen hochgerüsteten oder ideologisch aggressiven Staat.